# Eupelmus subsetiger
Eupelmus subsetiger är en stekelart som beskrevs av Perkins 1910. Eupelmus subsetiger ingår i släktet Eupelmus och familjen hoppglanssteklar. Inga underarter finns listade i Catalogue of Life.